# Улица Зарубина В. С. (Саратов)
У́лица Зару́бина — одна из центральных улиц Саратова. Проходит от улицы Радищева до улицы Степана Разина.

## Происхождение названия
Улица названа в честь Владимира Степановича Зарубина.

## История
Находится между улицей Радищева и полотном железной дороги. В прошлом веке скапливавшийся во дворах навоз домовладельцы обычно вывозили и сваливали в Глебучев овраг. В первой половине XIX века появившаяся вдоль оврага улица получила название Навозной. Это название уже тогда начало вытесняться другими: Овражная, а позднее — Глебовская. Отрезок между Никольской и Александровской улицами назывался ещё Нижнетатарской, а позднее просто Татарской улицей. С 1966 года эта улица носит имя Героя Советского Союза В. С. Зарубина.

## Застройка
На улице Зарубина сохранились дома, построенные в конце XIX и начале XX веков, а ныне признанные памятниками градостроительства и архитектуры и объектами культурного наследия согласно Приказу министерства культуры Саратовской области № 1-10/177 от 19.06.2001.
| Номер дома | Изображение | Описание                                                           |
| ---------- | ----------- | ------------------------------------------------------------------ |
| 46         |             | Дом жилой, конец XIX в. ОКН № 6431138000 (угол Симбирской ул., 15) |
| 48         |             | Дом жилой, 1887 г. ОКН № 6431227000                                |
| 71         |             | Дом жилой, начало XX в. ОКН № 6431225000 (угол Вольской ул., 117)  |
| 81         |             | Дом жилой, начало XX в. ОКН № 6431226000                           |
| 97         |             | Дом жилой, начало XX в. ОКН № 6431227000 (угол ул. Чапаева, 97)    |

## Библиотека
На улице Зарубина в жилом доме № 158/162 на 1 этаже находится Центральная городская библиотека.

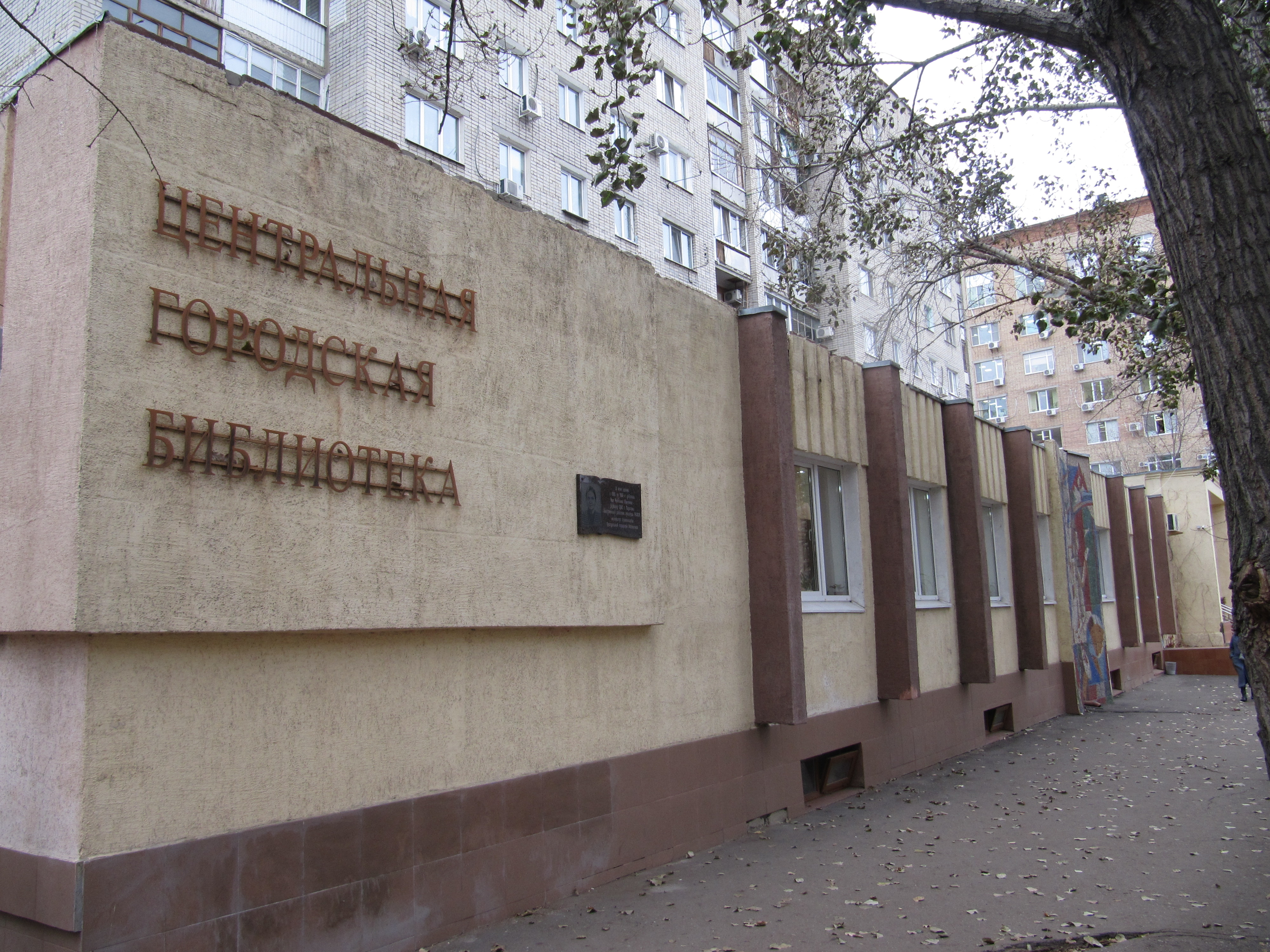
Центральная городская библиотека
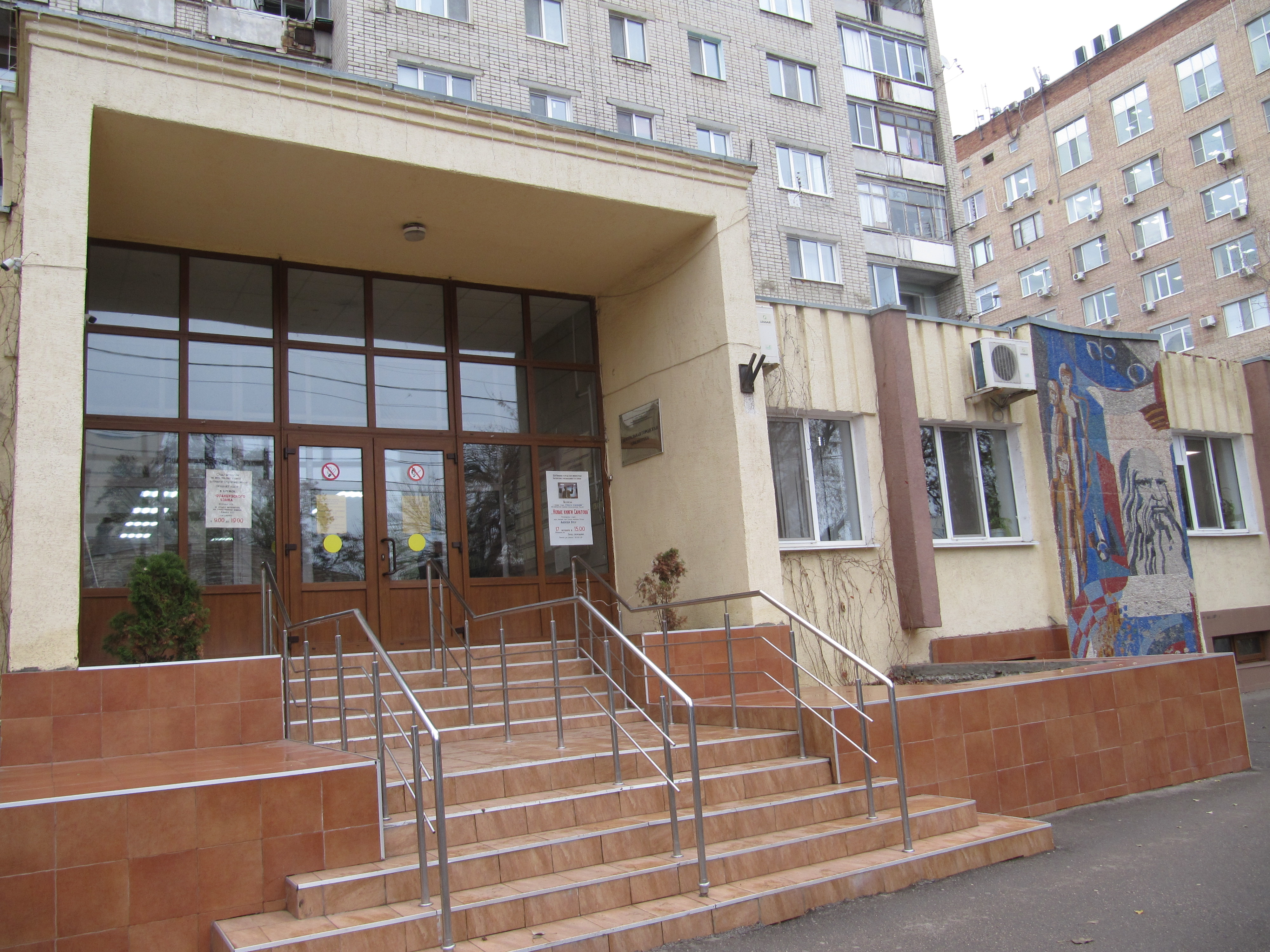
Центральная городская библиотека вход
Памятная табличка

Слева и справа от входа на стене расположены мозаики.

Мозаика Библиотека
Мозаика Читатели